# Influence (canción de Tove Lo)
«Influence» es una canción de la cantautora sueca Tove Lo, en colaboración del rapero estadounidense Wiz Khalifa. Fue lanzada mediante descarga digital el 9 de septiembre de 2016 como sencillo promocional de su segundo trabajo de estudio, Lady Wood, que se publicó un mes después.

## Recepción de la crítica
Alim Kheraj, del magazín británico DIY, dijo que la canción "ve a Tove Lo apropiándose del papel masculino del típico "fucker". Madison Vain, de Entertainment Weekly, dijo que la cantante "admite ser un narrador poco confiable en uno de los temas más irresistibles del álbum antes de lanzarle la canción a Wiz Khalifa para soltar algunos de sus versos más feroces". NME, en palabras de su redactor Nick Levine, señaló que "[Tove Lo] canta acerca de conectar y de las dificultades". Por último, The Guardian comentó negativamente la canción, alegando que no encontraba melodías pegadizas en la canción, siendo prejuzgada por "una euforia inducida", opinión compartida por Sal Cinquemani, de Slant Magazine.

## Personal
Según Tidal:
- Tove Lo – voz principal, compositora
- Wiz Khalifa – voz principal, compositor
- Ludvig Söderberg – compositor
- Jakob Jerlström – compositor
- The Struts - producción, programación
- Tom Coyne – ingeniero de masterización
- John Hanes – ingeniero de mezclas
- Serban Ghenea – mezclador

## Puesto en listas
| Listas (2016)              | Posición más alta |
| -------------------------- | ----------------- |
| Nueva Zelanda (RMNZ)       | 5                 |
| Suecia (Sverigetopplistan) | 78                |